# Liste der Anime-Titel/0–9

## 0–9
| Name                                                 | Alternative Namen                                                                           | Veröffentlichungsjahr | Studio(s)                                   |
| ---------------------------------------------------- | ------------------------------------------------------------------------------------------- | --------------------- | ------------------------------------------- |
| .hack                                                |                                                                                             |                       |                                             |
| ↳ .hack//SIGN (26 Folgen)                            | ドットハック サイン                                                                         | 2002 als Fernsehserie | Bee Train                                   |
| ↳ .hack//Intermezzo (eine Folge)                     | .hack//SIGN Folge 27                                                                        | 2002 als OVA          | Bee Train                                   |
| ↳ .hack//Unison (eine Folge)                         | .hack//SIGN Folge 28                                                                        | 2003 als OVA          | Bee Train                                   |
| ↳ .hack//Gift (eine Folge)                           | .hack//SIGN Folge 29                                                                        | 2003 als OVA          | Bee Train                                   |
| ↳ .hack//Liminality (eine Folge)                     | ドットハック リミナリティ, .hack//Riminariti                                                | 2002 als OVA          | Bee Train                                   |
| ↳ .hack//Legend Of The Twilight (12 Folgen)          | .hack//黄昏の腕輪伝説, .hack//Tasogare no Udewa Densetsu, .hack//DUSK, .hack//Legend        | 2003 als Fernsehserie | Bee Train                                   |
| ↳ .hack//Roots (26 Folgen)                           | ドットハック ルーツ, Dotto Hakku Rūtsu                                                      | 2006 als Fernsehserie | Bee Train                                   |
| ↳ .hack//Quantum (3 Folgen)                          |                                                                                             | 2011 als OVA          | Kinema Citrus                               |
| 0-sen Hayato (41 Folgen)                             | ０戦はやと, Zero-sen Hayato                                                                 | 1964 als Fernsehserie | P Production                                |
| 07-Ghost (25 Folgen)                                 | セブンゴースト                                                                              | 2009 als Fernsehserie | Studio Deen                                 |
| 1 + 2 = Paradise (2 Folgen)                          | １＋２＝パラダイス                                                                          | 1990 als OVA          | J.C.Staff                                   |
| 100% (2 Folgen)                                      | A Hundred Percents                                                                          | 1990 als              | J.C.Staff                                   |
| 11eyes (12 Folgen)                                   | 11eyes                                                                                      | 2009 als Fernsehserie | Dōga Kōbō                                   |
| ↳ 11eyes (eine Folge)                                | 11eyes                                                                                      | 2010 als OVA          | Dōga Kōbō                                   |
| 11 hungrige Katzen                                   | 11ぴきのねこ, Juippiki no Neko, Elf hungrige Katzen                                         | 1980 als Film         | Group TAC                                   |
| ↳ 11 hungrige Katzen und ein Albatros                | 11ぴきのねことあほうどり, Juippiki no Neko to Ahōdori, Elf hungrige Katzen und ein Albatros | 1986 als Film         | Group TAC                                   |
| 11-nin Iru!                                          | 11人いる!                                                                                   | 1986 als Film         | Kitty Film, Victor Entertainment, Magic Bus |
| 12 Kingdoms – Juuni Kokki (45 Folgen)                | 十二国記, Jūni Kokuki                                                                       | 2002 als Fernsehserie | Studio Pierrot                              |
| 12-sai. (8 Folgen)                                   | 12歳。                                                                                      | 2014 als OVA          | SynergySP, ascension                        |
| ↳ 12-sai. (4 Folgen)                                 | 12歳。                                                                                      | 2015 als OVA          | SynergySP, ascension                        |
| ↳ 12-sai. – Chitchana Mune no Tokimeki (24 Folgen)   | 12歳。～ちっちゃなムネのトキメキ～                                                          | 2016 als Fernsehserie | OLM                                         |
| 15 Bishōjo Hyōryūki (eine Folge)                     | 15美少女漂流記, The Story of 15 Beautiful Girls Adrift                                      | 2009 als OVA          |                                             |
| 18if (13 Folgen)                                     | 18if                                                                                        | 2017 als Fernsehserie | Gonzo                                       |
| 2001 Ya Monogatari (eine Folge)                      | 2001夜物語                                                                                  | 1987 als OVA          | TMS Entertainment                           |
| 21 Emon: Uchū e Irasshai!                            | 21エモン 宇宙へいらっしゃい！                                                               | 1981 als Film         | Shin’ei Dōga                                |
| ↳ 21 Emon (39 Folgen)                                | 21エモン                                                                                    | 1991 als Fernsehserie | Production I.G, Shin’ei Dōga                |
| ↳ 21 Emon: Uchū Ike! Hadashi no Princess             | 21エモン 宇宙いけ！裸足のプリンセス                                                         | 1992 als Film         | Shin’ei Dōga                                |
| 21-ji no Onna – Newscaster Katsuragi Miki (3 Folgen) | 21時の女 ～ニュースキャスター桂木美紀～                                                     | 2001 als OVA          | Museum Pictures                             |
| 3×3 Augen                                            |                                                                                             |                       |                                             |
| ↳ Sazan Eyes (4 Folgen)                              | 3×3EYES, 3×3 Augen                                                                          | 1991 als OVA          | Tōei Animation                              |
| ↳ Sazan Eyes: Seima Densetsu (3 Folgen)              | 3×3EYES聖魔伝説, 3×3 Eyes: Seima Densetsu                                                   | 1995 als OVA          | Studio Junio                                |
| 3D Kanojo: Real Girl (12 Folgen)                     | 3D彼女 リアルガール, 3D Kanojo: Riaru Gāru                                                  | 2018 als Fernsehserie | Hoods Entertainment                         |
| ↳ 3D Kanojo: Real Girl (12? Folgen)                  | 3D彼女 リアルガール, 3D Kanojo: Riaru Gāru                                                  | 2019 als Fernsehserie | Hoods Entertainment                         |
| 3-nen D-gumi Glass no Kamen (13 Folgen)              | 3ねんDぐみガラスの仮面, 3-nen D-gumi Garasu no Kamen                                        | 2016 als Fernsehserie | DLE                                         |
| 48×61                                                |                                                                                             | 2004 als Kurzfilm     | Madhouse                                    |
| 5 Centimeters Per Second                             | 秒速5センチメートル, Byōsoku 5 cm                                                           | 2007 als Film         | CoMix Wave                                  |
| 8-gatsu no Symphony – Shibuya 2002–2003              | 8月のシンフォニー ―渋谷 2002～2003                                                          | 2009 als Film         | Wao World                                   |
| 86 -Eighty Six- (23 Folgen)                          | 86-エイティシックス-, Eiti Shikkusu                                                         | 2021 als Fernsehserie | A-1 Pictures                                |
| 91 Days (12 Folgen)                                  | 91Days                                                                                      | 2016 als Fernsehserie | Shuka                                       |